# Малый Мишов
Малый Мишов (азерб. Kiçik Mişovdağ palçıq vulkanı) — грязевой вулкан в Азербайджане. Расположен в Сальянском районе, в Мишовдагской гряде.
Высота Малого Мишова составляет 249 м. Грязевой вулкан извергает природный газ и нефтяную воду. Территория на которой расположен грязевой вулкан относится к участку нефтяного месторождения Мишовдаг.